# Лебедев, Василий Александрович
 Василий Александрович Лебедев  (1 (13) октября 1833—2 (15) мая 1909) — русский правовед, экономист, финансист; заслуженный профессор Санкт-Петербургского университета, декан юридического факультета.

## Биография
Родился 1 (13) октября 1833 года в Нижний Новгороде. Первоначальное образование получил дома, затем в Нижегородской гимназии, которую окончил с золотой медалью в 1853 году. В том же году поступил в Императорский Казанский университет на камеральное отделение юридического факультета.
За выпускное сочинение, написанное на предложенную факультетом тему по истории русского таможенного законодательства, в 1857 году получил золотую медаль. В конце того же года переехал в Санкт-Петербург, где 18 апреля 1858 года поступил на службу в Департамент полиции министерства внутренних дел.
Но из-за болезни 24 октября 1859 года оставил службу. В мае 1862 года снова поступил на службу и был командирован, по представлению казанского университета за границу, для приготовления к профессорскому званию и для подготовки к преподаванию финансового права, где пробыл в течение двух с половиной лет. В 1866 году написал диссертацию «О поземельном налоге» (СПб., 1868) и был приглашён юридическим факультетом Санкт-Петербургского университета на должность приват-доцента по кафедре финансового права.
В 1886 году после защиты диссертации «Местные налоги. Опыт исследования теории и практики местного обложения (во Франции, Англии и Пруссии)» получил степень доктора финансового права и звание ординарного профессора; 28 декабря 1888 года был произведён в действительные статские советники.
В 1891 году получил звание заслуженного профессора. С 1899 по 1901 год был деканом юридического факультета Петербургского университета.
Был награждён орденами Св. Станислава 2-й (1871) и 1-й (1893) степени, Св. Анны 2-й степени (1878) и Св. Владимира 3-й степени (1883).
Умер 2 (15) мая 1909 года. Похоронен на Фарфоровском кладбище.